# Trebur
Trebur é um município da Alemanha, situado no distrito de Groß-Gerau, no estado de Hesse. Tem 50,14 km² de área, e sua população em 2019 foi estimada em 13.338 habitantes.